# Save Up All Your Tears
«Save Up All Your Tears» — песня, написанная Десмонодом Чайлдом и Дайаной Уоррен и изначально записанная валлийской певицей Бонни Тайлер. Наиболее известна песня в исполнении американской певицы и актрисы Шер.
Оригинальная версия Бонни Тайлер была спродюсирована автором песни Дэсмондом Чайлдом и была выпущена на её альбоме Hide Your Heart (Notes From America для США). Сингл, однако, даже не приблизился к успеху предыдущих хитов «Total Eclipse of the Heart» и «Holding Out for a Hero», получив лишь небольшую ротацию в Европе.

## Версия Шер
В 1991 году Шер выпустила кавер-версию композиции как второй американский и третий европейский сингл с её альбома Love Hurts. В то время, как предыдущие записи песни не сыскали большого успеха, версия Шер показала хорошие результаты в США и Великобритании, в чартах обеих стран расположившись на 37-й позиции.
Музыкальное видео на «Save Up All Your Tears» было довольно колоритным, но не настолько, чтобы сравнить с тем же «If I Could Turn Back Time». В видео Шер носит три разных парика и три разных костюма. В начале видео на ней светло-розовое бельё и красный парик, затем обтягивающее чёрное бельё и темно-коричневый парик. Последний её костюм в видео, является одним из её самых провокационных до сих пор, — чёрное кожаное бельё, цепи, чулки в сетку и чёрные прямые волосы. Дважды в видео она поворачивается, показывая, что носит стринги, и свою татуировку на ягодице. Фотография Шер в этом костюме, сделанная Хербом Ритцем, использована на постере тура Love Hurts Tour. Постер с откровенной фотографией, показывающей ягодицы певицы, и с надписью «Cher’s Back!», использовался в европейской части турне. Позже Шер исполняла песню во время тура Living Proof: The Farewell Tour, живое выступление представлено в разделе бонусов на DVD-издании этого концерта.

### Официальные версии[1]
- Main Version (4:03)
- Hot AC Mix (3:52)
- Soft AC Mix (3:48)
- CHR Remix (3:56)

### Другие версии
- Шер исполнила песню вживую на ТВ-шоу Dame Edna[англ.] и на Позднем шоу с Дэвидом Леттерманом.
- Во время специального концерта ABC Coca Cola Concert Special, который был дан в рамках промоушена альбома, Шер исполнила песню «вживую» (на самом деле под фонограмму). Этот концерт был записан в студии, Шер вместе с группой исполнила четыре песни с альбома под фонограмму.

### Чарты
| Чарт (1991)               | Место |
| ------------------------- | ----- |
| Austrian Singles Chart    | 18    |
| German Singles Chart      | 56    |
| Irish Singles Chart       | 30    |
| Polish Singles Chart      | 26    |
| UK Singles Chart          | 37    |
| U.S. Billboard Hot 100    | 37    |
| U.S. (Adult Contemporary) | 16    |